# マラレ山
マラレ山（マラレさん、英: Mallahle）は、アフリカ大陸北東部に存在する、成層火山として形成された山の1つである。

## 地理
マラレ山は北緯13度16分、東経41度34分付近に位置し、山体はエチオピアとエリトリアとにまたがっている。ただし、この山の最も高い場所は、エチオピアのアファール州側に存在する。なお、この最高点の標高は、約1,875 mである。

## 地質・地形
マラレ山は東アフリカ大地溝帯の北端部に位置している。成層火山として形成された山であり、直径約6 kmのカルデラが存在する。
成層火山であることから明らかなように、この山は過去に何度も噴火を繰り返してきたわけだが、2017年現在において前回の噴火は果たしていつであったのか正確には判っていない。なお、マラレ山は付近に位置するナブロ山などの他の火山と共に地塁の中に位置し、付近の火山と共に火山群を形成している。

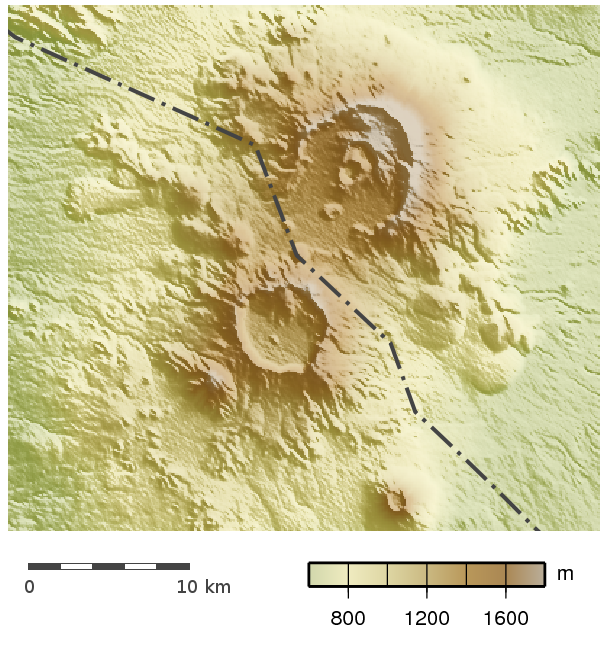
上がエリトリアのナブロ山、下がエチオピアのマラレ山